# Brady Lake
Brady Lake é uma vila localizada no estado norte-americano de Ohio, no Condado de Portage.

## Demografia
Segundo o censo norte-americano de 2000, a sua população era de 513 habitantes.
Em 2006, foi estimada uma população de 497, um decréscimo de 16 (-3.1%).

## Geografia
De acordo com o United States Census Bureau tem uma área de
1,1 km², dos quais 0,8 km² cobertos por terra e 0,3 km² cobertos por água.

## Localidades na vizinhança
O diagrama seguinte representa as localidades num raio de 12 km ao redor de Brady Lake.